# Supnje
Supnje (izvirno srbsko Супње) je naselje v Srbiji, ki upravno spada pod Občino Raška; slednja pa je del Raškega upravnega okraja.

## Demografija
V naselju, katerega izvirno (srbsko-cirilično) ime je Супње, živi 2622 polnoletnih prebivalcev, pri čemer je njihova povprečna starost 33,3 let (33,7 pri moških in 33,0 pri ženskah). Naselje ima 1013 gospodinjstev, pri čemer je povprečno število članov na gospodinjstvo 3,48.
To naselje je, glede na rezultate popisa iz leta 2002, večinoma srbsko, a v času zadnjih 3 popisov je opazen porast števila prebivalcev.
|  |

| Demografija | Demografija     | Demografija     |
| Leto        | Št. prebivalcev | Št. prebivalcev |
| ----------- | --------------- | --------------- |
|             |                 |                 |
|             |                 |                 |
|             |                 |                 |
|             |                 |                 |
| 1948        | 301             |                 |
| 1953        | 361             |                 |
| 1961        | 337             |                 |
| 1971        | 812             |                 |
| 1981        | 2018            |                 |
| 1991        | 2966            | 2920            |
| 2002        | 3605            | 3525            |
|             |                 |                 |

| Etnična sestava po popisu iz leta 2002 | Etnična sestava po popisu iz leta 2002 | Etnična sestava po popisu iz leta 2002 | Etnična sestava po popisu iz leta 2002 | Etnična sestava po popisu iz leta 2002 |
| -------------------------------------- | -------------------------------------- | -------------------------------------- | -------------------------------------- | -------------------------------------- |
| Srbi                                   | Srbi                                   |                                        | 3.435                                  | 97,44%                                 |
| Romi                                   | Romi                                   |                                        | 14                                     | 0,39%                                  |
| Črnogorci                              | Črnogorci                              |                                        | 11                                     | 0,31%                                  |
| Makedonci                              | Makedonci                              |                                        | 5                                      | 0,14%                                  |
| Madžari                                | Madžari                                |                                        | 2                                      | 0,05%                                  |
| Jugoslovani                            | Jugoslovani                            |                                        | 2                                      | 0,05%                                  |
| Bošnjaki                               | Bošnjaki                               |                                        | 1                                      | 0,02%                                  |
| Neznano                                | Neznano                                |                                        | 51                                     | 1,44%                                  |